# 이용주 (정치인)
이용주(李勇周, 1968년 6월 14일 ~ )는 대한민국의 정치인이다.

## 주요 경력
- 1992: 제34회 사법시험 합격
- 1993 ~ 1995: 제24기 사법연수원
- 1998: 서울지방검찰청 북부지청 검사
- 2000: 광주지방검찰청 순천지청 검사
- 2002: 법무부 보호국 검사
- 2007: 광주지방검찰청 검사
- 2008: 광주고등검찰청 부부장검사 직무대리
- 2009: 청주지방검찰청 충주지청 부장검사
- 2010: 서울동부지방검찰청 부장검사
- 2011: 창원지방검찰청 부장검사
- 2012: 서울고등검찰청 검사
- 법무법인 태원 대표변호사
- 2016.05 ~ 2020.05: 제20대 국회의원 (전남 여수시 갑, 국민의당→무소속→민주평화당→무소속, 초선)
  - 2016.06 ~ 2017.05: 제20대 국회 예산결산특별위원회 위원
  - 2016.06 ~ 2018.02: 제20대 국회 전반기 법제사법위원회 간사
  - 2016.07 ~ 2017.06: 제20대 국회 지방재정분권특별위원회 위원
  - 2016.11 ~ 2017.03: 제20대 국회 박근혜 정부의 최순실 등 민간인에 의한 국정농단 의혹사건 진상규명을 위한 국정조사특별위원회 위원
  - 2017.08 ~ 2017.12: 제20대 국회 정치개혁특별위원회 위원
  - 2017.09 ~ 2017.09: 제20대 국회 대법원장(김명수) 임명동의에 관한 인사청문특별위원회 위원
  - 2017.11 ~ 2017.11: 제20대 국회 헌법재판소장(이진성) 임명동의에 관한 인사청문특별위원회 위원
  - 2017.12 ~ 2018.05: 제20대 국회 재난안전대책특별위원회 위원
  - 2018.02 ~ 2018.04: 제20대 국회 전반기 법제사법위원회 위원
  - 2018.04 ~ 2018.05: 제20대 국회 전반기 법제사법위원회 간사
  - 2018.05 ~ 2018.05: 제20대 국회 전반기 운영위원회 간사
  - 2018.07 ~ 2018.07: 제20대 국회 후반기 산업통상자원중소벤처기업위원회 간사
  - 2018.07 ~ 2020.05: 제20대 국회 후반기 산업통상자원중소벤처기업위원회 위원
  - 2018.10 ~ 2019.08: 제20대 국회 후반기 정치개혁특별위원회 위원
  - 2019.07 ~ 2020.05: 제20대 국회 후반기 예산결산특별위원회 위원
- 2016.05 ~ 2018.02: 국민의당 국가대개혁위원회 위원
- 2016.05 ~ 2017.05: 국민의당 원내부대표 (법률)
- 2016.12 ~ 2017.03: 국민의당 탄핵추진단
- 2017.05 ~ 2018.02: 국민의당 제1정책조정위원회 위원장
- 2018.02 ~ 2018.09: 민주평화당 원내대변인
- 2018.02 ~ 2018.09: 민주평화당 제1정책조정위원회 위원장
- 2018.02 ~ 2018.11: 민주평화당 원내수석부대표
- 2018.02 ~ 2018.11: 민주평화당 원내부대표 (법률)

## 학력
- 여수종고국민학교 졸업
- 여수중학교 졸업
- 여수고등학교 졸업
- 서울대학교 법과대학 법학 학사
- 서울대학교 대학원 법학 석사

## 논란

### 화재 현장 사진 촬영
전남 여수수산시장 화재 현장을 찾아 "사진을 찍자"고 하는 등 부적절한 행동을 하여 논란이 되었다.

### 강남 3구에 다주택 보유
자신의 지역구와 무관한 서초구에 12채, 송파구에 1채의 집을 보유하고 있다.
이에 대해 이용주의 아내 고 아무개는 공직 생활을 하는 남편의 가정경제에 대한 걱정을 덜어 주기 위해 헌 집을 수리해 판매하거나 작은 원룸을 임대해주는 사업을 했으며, 보유 주택은 실제로 사는 집을 제외하고 33m2 미만의 소형 원룸이 대부분이라고 해명(또는 변명)하였다.

### 음주운전
“음주운전은 실수가 아닌 살인행위”라고 언명하고, 음주운전 가중처벌 기준과 음주 수치 기준을 강화하고 음주운전으로 사람을 사망하게 할 경우 사형이나 무기징역 또는 최소 5년 이상의 징역에 처하도록 하는 등의 법률안에 발의자로 참여했음에도 2018년 10월 31일 면허정지 수준의 음주상태로 운전하였다. 본인은 이를 시인하고 사과하였다.
2018년 11월 2일 민주평화당은 음주운전을 한 이용주 의원의 당직 사퇴서를 수리하고 당기윤리심판원에 회부해 징계 여부와 수위를 정하기로 했다.

## 역대 선거 결과
|  | 43.91% |

|  | 30.78% |

## 소속 정당
| 소속 정당 | 소속 정당      | 소속 기간 | 비고      |
| --------- | -------------- | --------- | --------- |
|           | 새정치민주연합 | 2015      | 정계 입문 |
|           | 더불어민주당   | 2015~2016 | 당명 변경 |
|           | 무소속         | 2016      | 탈당      |
|           | 국민의당       | 2016~2018 | 창당      |
|           | 무소속         | 2018      | 탈당      |
|           | 민주평화당     | 2018~2019 | 창당      |
|           | 무소속         | 2019~2021 | 탈당      |
|           | 더불어민주당   | 2021~현재 | 복당      |

## 같이 보기
- 여수시 갑
- 여수시의 국회의원